# Caligo phorbas
Caligo phorbas är en fjärilsart som beskrevs av Johannes Karl Max Röber 1904. Caligo phorbas ingår i släktet Caligo och familjen praktfjärilar. Inga underarter finns listade i Catalogue of Life.